# Parque El Huinganal
El Parque El Huinganal es un parque público de 1,5 hectáreas ubicado en la comuna de Lo Barnechea en la ciudad de Santiago, Chile.

## Historia y características
Inaugurado en junio de 2022, el Parque El Huinganal es un proyecto municipal emplazado en un terreno cruzado por el estero El Gabino frente a la avenida El Rodeo en Lo Barnechea.
El diseño del parque aborda la crisis hídrica que vive Chile, por lo que incorpora especies vegetales de bajo consumo de agua, riego eficiente y disminución de pasto, junto con ser el primer piloto municipal en la reutilización de aguas grises, consumiendo un 75% menos de agua respecto a un área verde tradicional. Asimismo, cuenta con juegos infantiles de madera, senderos inclusivos y zonas de contemplación.
El proyecto estuvo a cargo del arquitecto Rodrigo García y la paisajista Daniela Casanello.
En febrero de 2024, a semanas del fallecimiento del expresidente Sebastián Piñera, un concejal comunal propuso renombrar el parque en honor al mandatario.